# Munduruku (volk)
De Munduruku zijn een inheems volk in Brazilië. Zelf noemen ze zich de Wuy juyu. De namen Weidyenye, Paiquize en Pari worden ook gebruikt. Ze leven in het zuidwesten van Pará, het oosten van Amazonas en het noorden van Mato Grosso. In 2010 waren er 11.630 Munduruku. Hun grondgebied wordt bedreigd door activiteiten van illegale goudzoekers en de bouw van stuwdammen.

## Naam
De naam Munduruku wordt voor dit volk gebruikt vanaf het eind van de 18e eeuw. Zij werden zo genoemd door de Parintintin. Het woord betekent 'rode mieren', en verwijst naar de gewoonte van de Munduruku-krijgers om massale aanvallen uit te voeren.

## Taal
De Munduruku-taal maakt deel uit van een eigen Munduruku-taalgroep, die op zijn beurt behoort tot het Tupi. In sommige dorpen spreken de mensen slechts de moedertaal, in andere dorpen is de invloed van het Portugees groot.
De taal is uitgebreid bestudeerd door Pierre Pica en Stanislas Dehaene. Opvallend is dat de Munduruku geen telwoorden hebben boven de vijf. Toch kunnen ze grote hoeveelheden uitdrukken, doordat ze een soort logaritmische schaal gebruiken. Ook hebben ze een goed begrip van geometrie, hoewel ze daar geen woorden voor hebben.

## Verspreiding
De meeste Munduruku wonen in het Inheems territorium Coatá-Laranjal. Verder bevinden ze zich in de gemeenten Santarém, Itaituba, Jacareacanga, Nova Olinda do Norte, Borba en Juara, langs de rivieren Tapajós, Canumã en Rio dos Peixes en langs de Transamazonica. Oorspronkelijk woonden de Munduruku in dorpen die van de rivieren verwijderd lagen, maar tegenwoordig leven ze vooral langs de rivieroevers. Er zijn nog een paar Mundukurudorpen in het binnenland over, de personen die hier wonen trekken slechts in het droge seizoen naar de rivier.

## Geschiedenis

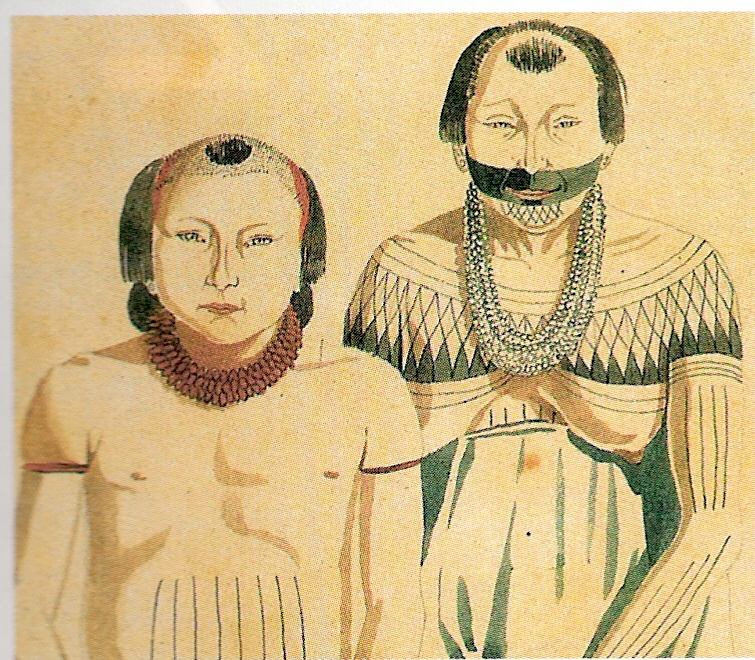
Munduruku op een aquarel van Hércules Florence, 1828

Volgens hun eigen oorsprongsmythe zijn de Munduruku geschapen in een dorp dat 'Wakopadi' heette en dat in de buurt van de rivier Crepuri lag. Zij waren een krijgshaftig volk en domineerden de vallei van de Tapajós. Zij lieten de afgehakte hoofden van hun vijanden inkrimpen door middel van krappaolie.
Het eerste contact met de Portugezen is beschreven door de priester José Monteiro de Noronha in 1768. De Munduruku voerden verschillende aanvallen op Portugese nederzettingen uit, en er waren verscheidene militaire expedities nodig om hen te onderwerpen. Aan het eind van de 18e eeuw werd een vredesakkoord getekend, waarna een periode van relatieve rust aanbrak.
In het begin haalden de Portugezen vooral cacao uit het gebied. Aan het eind van de 19e eeuw brak de rubbercyclus aan, waardoor de invasie van de Mundurukugebieden sterk toenam. Deze cyclus duurde tot 1913. In deze tijd werden ook de eerste missieposten in het gebied opgezet door Franciscaner broeders.
Toch hielden de Munduruku die verder in het binnenland woonden hun eigen cultuur. Tot in de 20e eeuw voerden zij nog aanvallen uit. Toen er kooplieden kwamen die met bootjes over de rivier hun producten verkochten, trokken echter de meeste Munduruku uit het binnenland naar de rivieroevers. Dit proces werd versterkt toen rond 1940 in het binnenland een mazelenepidemie plaatsvond.
Na de Tweede Wereldoorlog was de druk op het gebied opnieuw groot doordat de overheid kredieten verleende voor de rubberproductie. Tegen het eind van de 20e eeuw kregen de Munduruku meer zeggenschap door het instellen van inheemse territoria.

## Levensonderhoud
De Munduruku verbouwen voornamelijk maniok, bananen, zoete aardappelen, suikerriet en yams, meestal door elkaar heen. De mannen hakken het bos om, om een veldje aan te leggen, dat door de vrouwen verder schoongemaakt wordt. Het zaaien gebeurt door mannen en vrouwen samen. Het onkruid wieden en de oogst wordt door de vrouwen gedaan. Verder is de visvangst een belangrijke bron van voedsel. Langs het pad naar het land worden vruchtenbomen geplant. Hiervan worden dikke vruchtensappen gemaakt.
Na de aanleg van de Transamazonica in 1975 houden de Munduruku zich ook bezig met goudzoeken. Tegenwoordig kunnen oudere Munduruku, net als alle Brazilianen, een klein pensioen van de staat krijgen. Dit wordt vaak met de familie gedeeld.

## Cultuur
De cultuur van de Munduruku is gebaseerd op de indeling van hun volk in een 'rode' en een 'witte' groep. Een persoon kan slechts trouwen met iemand van de andere groep, bij voorkeur met een neef of nicht. De vrijgezelle jongeren vanaf 13 jaar wonen apart: de mannen in een 'mannenhuis' en de vrouwen bij de kleine kinderen. Er zijn geen uitgebreide ceremonies voor het huwelijk. Na het huwelijk blijft de man in de hut van de schoonfamilie wonen totdat het tweede kind geboren is. Daarna bouwt hij zijn eigen hut.  De overerving gaat van vader op zoon (patrilineair).
De religie van de Munduruku is gebaseerd op het contact met de geestenwereld, geneeskrachtige kruiden, en het stoken van rookvuren om kwade invloeden te verdrijven. Het volk kent collectieve rituelen waarin ze respect voor de prooidieren betonen voordat de jacht begint.
Het Munduruku kennen een rijke traditie van liederen en gedichten. Ze begeleiden die op een traditionele fluit, die parasuy genoemd wordt. Ook hebben ze kennis over de sterrenbeelden.
De Munduruku gebruiken fijngestampte wortels van planten als Paullinia pinnata om de vis te verdoven zodat ze gevangen kunnen worden. Deze substantie wordt timbó genoemd Het stampen van de wortels wordt door de mannen gedaan. Aan het begin van de visvangst vindt er een spel plaats waarbij de mannen deze wortels stampen en de vrouwen anatto gemengd met plantensappen op het gezicht en in de haren van de mannen proberen te smeren.
De Munduruku produceren manden, waarin symbolen van de clan worden aangebracht. Ze worden door mannen gemaakt, de vrouwen gebruiken ze om vruchten uit het bos te halen. De vrouwen maken gevlochten draagbanden waarmee ze de kinderen op de rug dragen. Deze hebben een rode of witte kleur, naargelang de groep waarin het kind geboren is.
Mannen en vrouwen maken kettingen met zaden van de inajá (Maximiliana maripa) en de tucumã (Astrocaryum aculeatum) waarvan ze dierenfiguren snijden. Verder houden ze zich bezig met pottenbakken en weven.

## Moderne tijd
In de jaren 60 hebben de Munduruku zelf scholen opgezet, waarvan de leraren in het begin meestal vrijwilligers waren. Vanaf de jaren 70 worden deze leraren beter opgeleid, door projecten van de staat en van de Franciscanen. Vanaf 1998 is er een lerarenopleiding opgezet die rekening houdt met de Mundurukucultuur. Deze moet nog officieel erkend worden.
Gezondheidszorg vindt plaats vanuit gezondheidsposten, vooral in de plaats Jacareacanga. Vanaf de jaren 90 is hepatitis B een probleem.
Sinds 1975 doen de Munduruku mee aan verschillende Nationale Congressen van inheemse volken in Brazilië. Ook hebben ze hun eigen stichtingen en verenigingen opgericht waarin ze strijden voor hun rechten en werken aan betere leefomstandigheden. Deze stichtingen hebben onder andere meegewerkt aan de demarcatie van het Inheems territorium Coatá-Laranjal.
In het begin van 2012 tekenden de Munduruku een overeenkomst met het Ierse bedrijf Celestial Green Ventures dat aan emissiehandel doet. Op deze overeenkomst is veel kritiek omdat het erg nadelig voor de Munduruku zou zijn.
Op 3 juli 2012 vielen Munduruku een politiebureau in Jacareacanga aan, omdat de daders waren vrijgelaten die een stamlid van hen vermoord hadden.